# Virginia Rodríguez Aragón
Virginia Rodríguez Aragón (Madrid, 18 de febrer de 1980) és una actriu espanyola. Pertany a la família Aragón.

## Biografia
Filla de María Pilar Aragón Álvarez, una empresària i treballadora a Globomedia i d'Alfonso Rodríguez, neboda d'Emilio Aragón i neta de Miliki. En 1987, quan tenia 7 anys va aparèixer en un escenari amb el seu avi Miliki i la seva tia Rita Irasema en l'obra El flautista de Hamelín, on va sortir fent un paper breu d'una noia que portava una safata de caramels, més tard va fer més espectacles amb ell com a part de l'elenc del ball. En 1998 fa una prova per al personatge d'Isabel Arbueso en la sèrie de televisió Compañeros, al final és escollida per a fer el paper en un sol episodi, però en veure que anava molt bé, es converteix en una de les protagonistes. En 2001 debuta al cinema amb la pel·lícula No te fallaré, que narra la història del grup d'amics de la sèrie Compañeros tres anys després d'acabar l'institut. El 2003 té un paper recurrent en la sèrie Tres son multitud, on interpreta a Candela Carmona. Entre les sèries que ha passat fent un paper en alguns episodis destaquen: Hospital Central, Al filo de la ley, Cuenta atrás i El Príncipe. En 2013 protagonitza la pel·lícula Esto no es una cita, que ha estat molt ben aclamada pel públic, i que li va valer un premi al Festival de Màlaga com a Millor Actriu Zonacine.
En 2017 crea amb Guillermo Groizard un nou concepte d'oci: El secreto de Madrid. Una mescla entre escape room i microteatre, on els espectadors són els protagonistes de la seva pròpia aventura, havent d'interactuar amb diversos personatges amagats al llarg d'un recorregut exterior pel centre de Madrid. "El secreto de Madrid" li fa un volt de rosca al concepte de microteatre.

## Filmografia

### Pel·lícules
| Any  | Títol                 | Director                          | Paper            | Notes        |
| ---- | --------------------- | --------------------------------- | ---------------- | ------------ |
| 2001 | No te fallaré         | Manuel Ríos San Martín            | Isabel Arbueso   |              |
| 2004 | El chocolate del loro | Ernesto Martín                    | Bakaladera       |              |
| 2013 | Esto no es una cita   | Guillermo Fernández Groizard      | Paula            |              |
| 2014 | Mi vida es el Cine    | Fernando Cayo i Bogdan Ionut Toma | Mujer productora | Curtmetratge |

### Televisió
| Any       | Títol                            | Paper                         | Notes                                              |
| --------- | -------------------------------- | ----------------------------- | -------------------------------------------------- |
| 1998-2002 | Compañeros                       | Isabel Arbueso                | Protagonista                                       |
| 1999      | Furor                            | Ella mateixa                  | Episodi: Especial niños                            |
| 2000      | Mírame                           | Ella mateixa                  | 2 episodis                                         |
| 2000      | Únicas                           | Ella mateixa                  | Telefilm                                           |
| 2000      | Gala Únicas                      | Ella mateixa                  | Telefilm                                           |
| 2001      | Pasapalabra                      | Ella mateixa                  |                                                    |
| 2001      | Gala Unicef, Navidades animadas  | Ella mateixa                  |                                                    |
| 2003      | Tres son multitud                | Candela Carmona               | 15 episodis                                        |
| 2004      | Hospital Central                 | Henar                         | 4 episodis                                         |
| 2005      | Extra Compañeros: Siempre juntos | Ella mateixa / Isabel Arbueso | Telefilm                                           |
| 2005      | Al filo de la ley                |                               | Episodi: "Un gran equipo"                          |
| 2006-2007 | SMS, sin miedo a soñar           | Luisa                         | Protagonista                                       |
| 2008      | Cuenta atrás                     | Miriam                        | Episodi: "Calle Héroes del 2 de Mayo, 20:31 horas" |
| 2010      | Costello News: Webshow           | Varis / Ella maateixa         | 2 episodis                                         |
| 2011      | Mi reino por un caballo          | Ella mateixa                  | Temporada 1, episodi 65                            |
| 2014      | El Príncipe                      | Reportera                     | Episodio: "Circular 50"                            |
| 2018      | Paquita Salas                    | Ella mateixa                  | 2 episodis                                         |